# 幸州殷氏
幸州殷氏（韓語：행주 은씨）是韓國姓氏的殷姓本貫，起源於京畿道高陽市。始祖為唐代於大中四年（850年）派遣至新羅的學士殷洪悅。